# Большой Починок (Чухломский район)
Большой Починок — деревня в Чухломском муниципальном районе Костромской области. Входит в состав Повалихинского сельского поселения

## География
Находится в северной части Костромской области на расстоянии приблизительно 3 км на север по прямой от города Чухлома, административного центра района.

## История
Деревня была обозначена еще на карте 1812 года. В 1872 году здесь был учтен 21 двор, в 1907 году — 8.

## Население
Постоянное население составляло 127 человек (1872 год), 129 (1897), 62 (1907), 56 в 2002 году (русские 84 %), 33 в 2022.